# Минерва (фрегат, 1811)
«Мине́рва» — 44-пушечный парусный фрегат Черноморского флота Российской империи. Был заложен 16 (28) декабря 1809 года в Николаевском адмиралтействе, спущен на воду 29 ноября (11 декабря) 1811 года и вошёл в состав Черноморского флота.

## История службы
В 1812 году фрегат с гардемаринами находился в практическом плавании в Чёрном море, а в 1813—1816 годах крейсировал у берегов Абхазии под командованием Ф. Ф. Беллинсгаузена. На "Минерве" Беллинсгаузен провёл значимые гидрографические и картографические работы, обнаружив многочисленные ошибки на картах у абхазских, мингрельских и гурийских берегов. В июле-августе 1816 года на корабле из Одессы в Константинополь прибыл тайный советник граф Г. А. Строганов. С 1817 по 1822 года фрегат в составе эскадр выходил в практические плавания в Чёрное море. В 1825 году фрегат был отчислен к порту.

## Командиры фрегата
Командирами фрегата «Минерва» в составе Российского императорского флота в разное время служили:
1. 1812—1816 годы — Ф. Ф. Беллинсгаузен;
2. 1817—1822 годы — О. И. Викорст.